# Церковь Святой Анны Кашинской (Санкт-Петербург)
Це́рковь Свято́й А́нны Ка́шинской — православный храм в Выборгском районе Санкт-Петербурга. Является подворьем Введено-Оятского монастыря Тихвинской епархии Русской православной церкви.

## История
Строительство подворья Кашинского Сретенского монастыря началось в 1907 году на месте, где стояла построенная в 1894 году в память чудесного спасения будущего императора Николая II в Японии часовня Николая Чудотворца. Составление проекта подворья поручили епархиальному архитектору А. П. Аплаксину. Проект включал в себя двухэтажную церковь с пристроенной к ней часовней и жилые корпуса подворья.

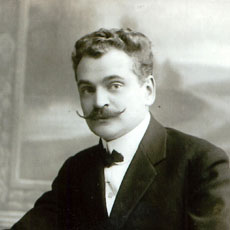
А. П. Аплаксин

В ноябре 1907 года была освящена новая часовня святителя Николая Чудотворца. В феврале 1908 года в нижнем храме был освящён боковой придел Спаса Нерукотворного. Главный придел был освящён во имя святой Анны Кашинской в 1909 году.
После 1917 года подворье было упразднено, а церковь стала приходской, однако монахини продолжали жить во флигеле подворья. Они были арестованы в феврале 1932 года в ходе массовых арестов монашествующих в Ленинграде и его окрестностях, а затем высланы. Вскоре, в 1933 году, была закрыта и церковь, некоторые иконы были переданы в Сампсониевский собор. В 1934 году церковь была подготовлена к взрыву, который однако не состоялся. В 1939 году в церкви разместились художественные мастерские.
После двух лет запустения в 1994 году весь комплекс подворья был отдан Введено-Оятскому женскому монастырю. Церковь находилась в аварийном состоянии — с обветшавшей кирпичной кладкой, снесёнными куполами, выбитыми стёклами, затопленным подвалом, вышедшими из строя инженерными системами.
С 1995 года велись восстановительные работы. В 1996—1997 годах были заново сооружены купола, смонтировано отопление, выкачана вода из подвала, окна остеклены.
В 2009 году храм отметил своё столетие. Уже полностью завершена реставрация храма, приобретено паникадило.

## Архитектура, убранство

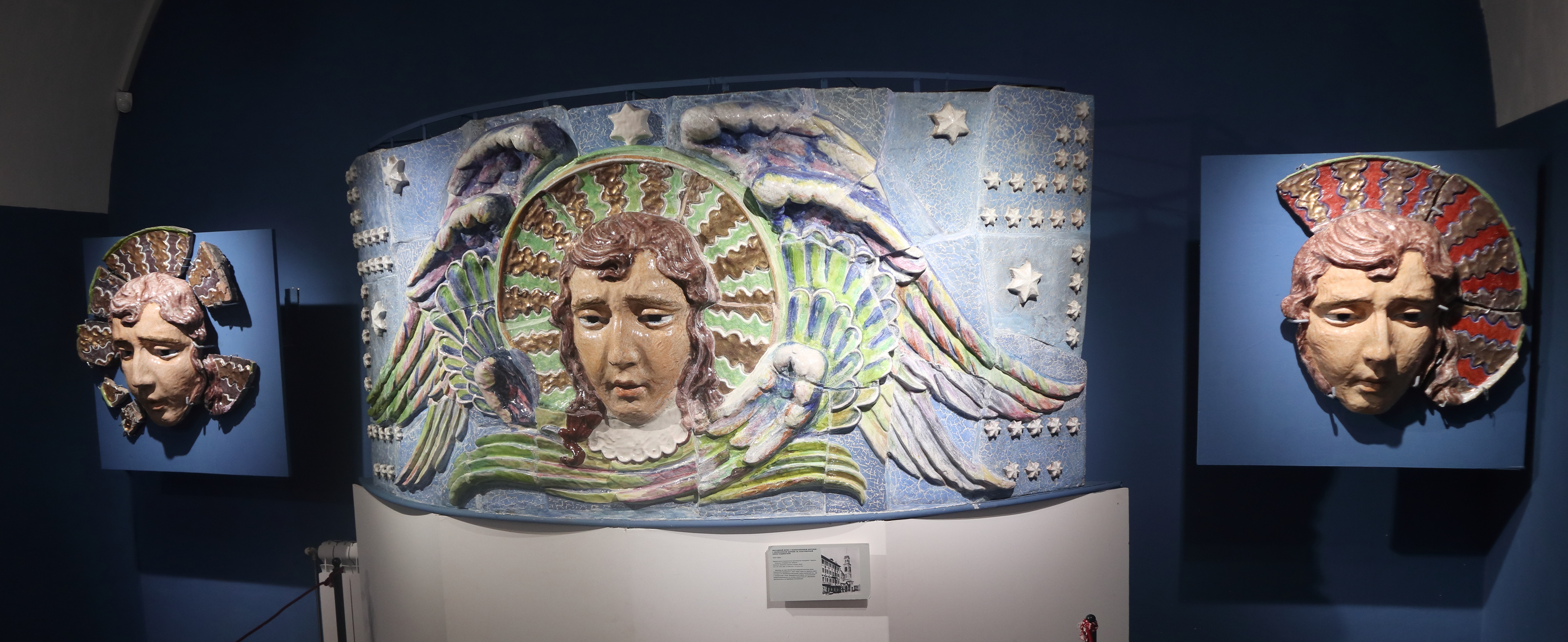
Фасадный фриз с изображением ангелов с колокольни в экспозиции Керамарх

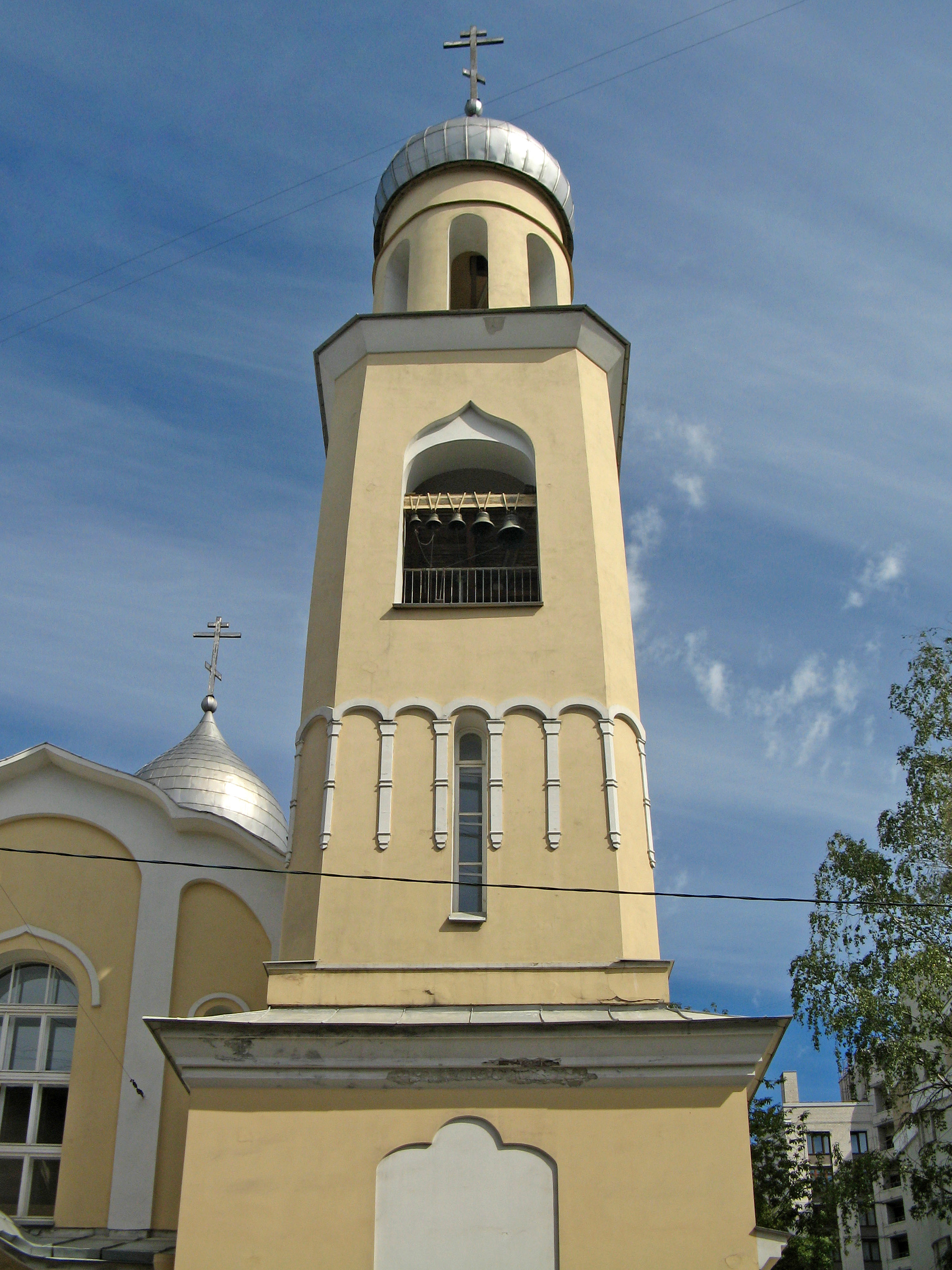
Колокольня в 2015 году

Четырёхстолпный по конструкции храм разделён пилонами на три нефа, боковые из которых представляют собой двухэтажные галереи. В 1911 году на верхних этажах этих галерей были освящены приделы во имя Николая Чудотворца и святителя Алексия Митрополита Московского, чудотворца.
В архитектуре храма отображаются черты псковско-новгородского зодчества XV века. Стены оштукатурены в тёмно-красный цвет (после реставрации цвет стал бледно-жёлтым). Церковь венчает шлемообразный с заострением купол на невысоком барабане. Доминантой архитектурной композиции является стройная трёхъярусная колокольня, увенчанная луковичной главой. В плане основная часть колокольни имеет квадратную форму, третий ярус — круглый. В декоративное оформление фасадов были включены майоликовые иконы и росписи. В русском стиле было выполнено крыльцо, увенчанное луковичной главкой с императорской короной.